# 相馬双葉漁業協同組合
相馬双葉漁業協同組合（そうまふたばぎょぎょうきょうどうくみあい、Souma Futaba fishery cooperative association）は、福島県相馬市に本所を置く漁業協同組合。

## 沿革
- 2002年（平成14年）9月25日：相双地方漁協合併推進協議会設立
2003年（平成15年）

5月23日：新地漁業協同組合、相馬原釜漁業協同組合、松川浦漁業協同組合、磯部漁業協同組合、鹿島漁業協同組合、請戸漁業協同組合、富熊漁業協同組合において合併仮契約を締結
6月21日：7漁協で通常（臨時）総会を開催し、合併を可決承認
9月26日：相馬双葉漁協に合併認可書を交付
10月1日：相馬双葉漁業協同組合が設立
- 2011年（平成23年）3月11日：東日本大震災の津波被害により壊滅的な被害、東京電力福島第一原子力発電所事故の影響により操業を自粛する。
- 2012年（平成24年）

6月：試験操業を開始
6月14日：3魚種（ヤナギダコ、ミズダコ、ツブ貝）出荷再開
- 2013年（平成25年）

2月28日：操業海域の拡大
10月26日：第33回全国豊かな海づくり大会で松川浦支所干潟保全協議会が水産庁長官表彰
- 2016年（平成28年）4月20日：アサリ漁試験操業開始
- 2017年（平成29年）2月1日：イシガレイ試験操業開始
- 2018年（平成30年）

2月5日：青ノリ出荷再開
10月28日：第38回全国豊かな海づくり大会で栽培漁業への功績により水産庁長官表彰
- 2020年（令和2年）2月25日：全魚種が出荷可能。
- 2021年（令和3年）

4月：拡大操業を開始
4月19日：クロソイに出荷制限。
12月1日：クロソイの出荷制限解除。再び全魚種出荷可能になる。

## 施設
| 施設名                   | 所在地                          | 備考                 |
| ------------------------ | ------------------------------- | -------------------- |
| 新地町荷捌き施設         | 相馬郡新地町谷地小屋字浜畑76    |                      |
| 原釜荷捌き施設           | 相馬市尾浜字追川196             |                      |
| 岩子地区集荷所           | 相馬市岩子字坂脇84-7            |                      |
| 松川地区集荷所           | 相馬市尾浜字船越178             |                      |
| 磯部地区水産加工施設     | 相馬市磯部字大迎1126            | 直売所を併設している |
| 南相馬市水産物荷捌き施設 | 南相馬市鹿島区烏崎字牛島355-1   |                      |
| 請戸荷捌き施設           | 双葉郡浪江町大字請戸字北久保109 |                      |
| 富熊地区漁労倉庫         | 双葉郡富岡町大字仏浜字釜田619   |                      |